# Copa Cristal 2003
La Copa Cristal 2003 fue una competencia amistosa disputada el 20 de agosto de ese año a partido único en la ciudad de Talca, Chile. Los equipos que la disputaron fueron Rangers, en condición de local, y Universidad Católica, como visita.
Tras derrotar a su adversario por 2:0, el título fue para Universidad Católica.
Posteriormente en el 2005 se jugarían dos ediciones con conjuntos argentinos (Estudiantes de La Plata y Gimnasia y Esgrima de la Plata) contra Colo Colo y Universidad de Chile resultando victoriosos los argentinos. El formato fue a partido único. 
| 20 de agosto de 2003 | Rangers | 0:2 | Universidad Católica | Estadio Fiscal de Talca, Calera |                                |
|                      |         |     | Rubio Rozental       | Asistencia: 1.700 espectadores  | Asistencia: 1.700 espectadores |

| Campeón Universidad Católica |